# Eunotoperla kershawi
Eunotoperla kershawi är en bäcksländeart som beskrevs av Tillyard 1924. Eunotoperla kershawi ingår i släktet Eunotoperla och familjen Gripopterygidae. Inga underarter finns listade i Catalogue of Life.